# Àcid salicílic
L'àcid salicílic (o en nomenclatura IUPAC àcid 2-hidroxibenzoic) rep aquest nom dels salzes (en llatí salix), ja que es va extreure per primera vegada de l'escorça d'aquest gènere d'arbres.
És un sòlid incolor que acostuma a cristal·litzar en agulles. Té una bona solubilitat en etanol i èter.

## Síntesi
Industrialment s'obté del diòxid de carboni i fenòxid de sodi per substitució electrofílica el posterior alliberament de la sal de l'àcid mitjançant l'addició d'un àcid fort (amb el que es coneix com a síntesi de Kolbe).

## Usos mèdics i cosmètics
L'àcid salicílic és l'additiu clau en molts productes per a la cura de la pell en tractament de l'acne, psoriasis, durícies de la pell i berrugues. També és ingredient de diversos xampús contra la caspa. L'ús directe d'una solució salicílica pot produir hiperpigmentació en la pell.
Com alleujador de la febre es fa servir des de 1763.
L'aspirina (àcid acetilsalicílic) es pot preparar a través de l'esterificació del grup hidroxil-fenòlic de l'àcid salicílic.
El subsalicílic en combinació amb el bismut formen un alleujadora estomacal popular (subsalicílic de bismut) que ajuden a controlar la diarrea, basques i flatulències.
Com a antisèptic bucal actua sobre les mucoses.